# 威廉·杜安
威廉·杜安（William Duane）（1872年2月17日—1935年3月7日）是一位美国物理学家。他曾与玛丽·居里合作。他研发了在实验室量产氡的技术。